# Stefan Paszyc
Stefan Włodzimierz Paszyc (5. ledna 1925 v Poznani – 12. ledna 2022) byl polský chemik, akademik a profesor chemie.

## Životopis
V roce 1950 vystudoval chemii na univerzitě Adama Mickiewicze v Poznani. V roce 1959 získal doktorský titul a v roce 1966 habilitoval. V roce 1973 mu byl udělen titul docent a v roce 1983 řádný profesor. Profesně až do důchodu byl spojen s Chemickou fakultou Univerzity Adama Mickiewicze. Vzdělání získal také na univerzitě v Cambridgi, byl vedoucím katedry chemické fyziky na Fakultě chemické své domovské univerzity. Specializoval se na fyzikální chemii, fotochemii a molekulární spektroskopii. Byl autorem první polské akademické učebnice základů fotochemie.

## Ceny a ocenění
V roce 2011 mu byl uděleno ocenění Řád znovuzrozeného Polska. Byl také dekorován rytířským křížem znovuzrozeného Polska a medailí ke 40. výročí Polska.